# Granítsa
Granítsa är en ort i Grekland.   Den ligger i prefekturen Nomós Evrytanías och regionen Grekiska fastlandet, i den centrala delen av landet, 230 km nordväst om huvudstaden Aten. Granítsa ligger 825 meter över havet och antalet invånare är 360.
Terrängen runt Granítsa är kuperad åt sydväst, men åt nordost är den bergig. Runt Granítsa är det mycket glesbefolkat, med 6 invånare per kvadratkilometer. Närmaste större samhälle är Ágrafa, 12,7 km öster om Granítsa. I omgivningarna runt Granítsa växer i huvudsak blandskog.